# Henning Vogt
Henning Vogt (* 1972 in Bochum) ist ein deutscher Schauspieler.

## Biografie
Henning Vogt studierte zunächst Geschichte, Germanistik und Kunstgeschichte in Aachen. Von 1994 bis 1998 besuchte er die Hochschule für Musik und Theater „Felix Mendelssohn Bartholdy“ Leipzig. Während seiner Studienzeit folgten erste Engagements an Bühnen in Chemnitz, Rudolstadt, am Staatstheater Dresden und ab 1998 am Staatstheater Oldenburg, wo er u. a. in Martin McDonaghs Der Krüppel von Inishman (Regie: Urs Odermatt) und der Bühnenadaption von Irvine Welshs Trainspotting zu sehen war.
Seit 2001 spielt er am Deutschen Theater Berlin, dem er von 2005 bis 2010 auch als festes Ensemblemitglied angehörte. Seither arbeitet er freischaffend. Zu seinen Regisseuren zählen Michael Thalheimer, Stephan Kimmig, Michael Schweighöfer, Thomas Schulte-Michels, Christoph Mehler, Philip Preuss, u. a. Mit Michael Thalheimer arbeitet er immer wieder, so als Graf Appiani in Emilia Galotti, die weltweit auf Gastspielreise ging und mehrere Auszeichnungen erhielt (Friedrich-Luft-Preis, Nestroy-Preis, Goldene Maske), als Tusenbach in Drei Schwestern,  als Valentin in Faust. Der Tragödie erster Teil. Die Inszenierung der Orestie (Regie: Michael Thalheimer), in der er den aus Troja heimkehrenden kriegsmüden Agamemnon darstellte, erhielt eine Einladung zum Theatertreffen. Die Geschichten aus dem Wiener Wald, mit ihm als Havlitschek, eine Nominierung zum Faust-Preis. Unter der Regie von Michael Schweighöfer spielte er die Auguste Bolte von Schwitters in einem zweistündigen dadaistischen Monologabend. Zu seinen Gastengagements zählen  das Staatsschauspiel Dresden, das Deutschen Theater Berlin, das HAU und das Berliner Ensemble.
Zu seinen Film- und Fernsehproduktionen zählt die Serie Himmel und Erde – Ein göttliches Team, in der er die Serienhauptrolle verkörperte. Mitwirkungen in verschiedenen Film- und Fernsehproduktionen folgten, etwa unter der Regie von Rudolf Thome für den Kinofilm Ins Blaue oder  für das Roadmovie Magical Mystery oder: Die Rückkehr des Karl Schmidt, aber auch für Letzte Spur Berlin, oder den Kroatien-Krimi.
Darüber hinaus arbeitet Henning Vogt auch als Sprecher.

## Filmografie (Auswahl)
- 1999: Himmel und Erde (Fernsehserie)
- 2001: Das Monstrum
- 2002: Emilia Galotti (Fernsehaufzeichnung)
- 2002: Samt und Seide (Fernsehserie)
- 2003: Ein starkes Team – Das große Schweigen (Fernsehserie)
- 2004: Bibi Blocksberg und das Geheimnis der blauen Eulen
- 2006: Guten Morgen, Herr Grothe (Fernsehfilm)
- 2007: R.I.S. – Die Sprache der Toten (Fernsehserie)
- 2009: Notruf Hafenkante (Fernsehserie, 1 Folg)
- 2011: Ins Blaue
- 2014: Ein Fall von Liebe (Fernsehen)
- 2014: Der Dicke liebt (Kurzfilm)
- 2014: Die Deutschland-Saga (Dokumentarfilm)
- 2014: Meeting with a stranger (Kurzfilm)
- 2015: Alles Klara (Fernsehfilm)
- 2016: Das leise Rauschen zwischen den Dingen (Abschlussfilm, Filmuniversität Babelsberg Konrad Wolf)
- 2016: Notruf Hafenkante (Fernsehserie, 1 Folge)
- 2016: Letzte Spur Berlin (Fernsehserie, 2 Folgen)
- 2017: Magical Mystery oder: Die Rückkehr des Karl Schmidt
- 2018: Rentnercops (Fernsehserie, 1 Folge)
- seit 2019: Der Kroatien-Krimi (Fernsehserie, 3 Folgen)
- 2021: SOKO Leipzig (Fernsehserie, 1 Folge)
- 2021, 2022: SOKO Stuttgart (Fernsehserie, 2 Folgen)

## Theater
- 2001: Gotthold Ephraim Lessing: Emilia Galotti (Graf Appiani) – Regie: Michael Thalheimer (Deutsches Theater Berlin)
- 2007: Martin Heckmanns: Ein Teil der Gans – Regie: Philipp Preuss (Deutsches Theater Berlin – Kammerspiele)
- 2007: Friedrich Schiller: Don Karlos (Herzog Alba) – Regie: Nicolas Stemann (Deutsches Theater Berlin)
- 2008: Arthur Miller: Hexenjagd (Hathome) – Regie: Thomas Schulte-Michels (Deutsches Theater Berlin – Kammerspiele)
- 2013: Ödön von Horváth: Geschichten aus dem Wiener Wald (Havlitschek) – Regie: Michael Thalheimer (Deutsches Theater Berlin)
- 2013: Friedrich Schiller: Die Jungfrau von Orleans (Herzog Du Chatel) – Regie: Michael Thalheimer (Deutsches Theater Berlin)
- 2017: William Shakespeare: Hamlet (Polonius) – Regie: Roger Vontobel (Staatsschauspiel Dresden)
- 2018: Tennessee Williams: Endstation Sehnsucht (Steve) – Regie: Michael Thalheimer (Berliner Ensemble)